# Scapheremaeus cuspidatus
Scapheremaeus cuspidatus är en kvalsterart som beskrevs av Pérez-Íñigo 1982. Scapheremaeus cuspidatus ingår i släktet Scapheremaeus och familjen Cymbaeremaeidae. Inga underarter finns listade i Catalogue of Life.